# Каирский, Николай Николаевич
Николай Николаевич Каирский (14 августа 1921, Червоногригоровка — 7 марта 1997, Марганец) — старший радиотелеграфист 849-го артиллерийского полка 294-й стрелковой дивизии 52-й армии 1-го Украинского фронта, старший сержант — на момент представления к награждению орденом Славы 1-й степени.

## Биография
Родился 14 августа 1921 года в селе Червоногригоровка (ныне Никопольского района Днепропетровской области). Украинец. Член ВКП/КПСС с 1944 года. В 1936 году окончил семь классов неполной средней школы. Работал помощником мастера на хлебозаводе в городе Марганец Днепропетровской области.
В августе 1941 года призван в ряды Красной армии и направлен на фронт в истребительно-противотанковый дивизион. В 1941—1942 годах воевал на разных фронтах. Под Новороссийском молодой командир отделения истребительно-противотанкового батальона проявил мужество и боевую храбрость, за что получил первую награду — медаль «За оборону Кавказа». В 1943 году советские войска наступали на всех направлениях. После успешного продвижения вперёд в конце 1943 года дивизия вышла к Днепру в районе города Черкассы.
5 декабря 1943 года старшина роты противотанковых ружей 350-го отдельного истребительно-противотанкового дивизиона 294-й стрелковой дивизии 52-й армии 2-го Украинского фронта, старший сержант Н. Н. Каирский во время боя в районе хутора Кирилловка на окраине города Черкассы показал себя дисциплинированным, мужественным и смелым воином. Работая старшиной роты, он обеспечивал бойцов питанием. Несмотря на трудную обстановку, когда противник бросил в атаку большие силы пехоты и танков и обрабатывая наш передний край сильной артиллерийско-минометной подготовкой, Н. Н. Каирский шёл на выручку своим товарищам, обеспечивал их боеприпасами и оказывал помощь раненым на поле боя. Из личного оружия уничтожил 16 солдат противника.
Приказом командира 294-й стрелковой дивизии от 16 декабря 1943 года старший сержант Каирский Николай Николаевич награждён орденом Славы 3-й степени.
Бои продолжались. Пришлось Н. Н. Каирскому добивать окруженных противников под Корсунь-Шевченковским. 14 февраля 1944 года дивизион ворвался в город и в уличном бою уничтожил несколько огневых точек. Н. Н. Каирский вместе с молодыми воинами штурмовал кирпичные строения, где обустроились противники. В ход шли гранаты — лучшее оружие в уличных боях. 10 марта 1944 года старший сержант Н. Н. Каирский участвовал в освобождении города Умань. В этих боях вновь сказался приобретенный опыт. С июня 1944 года дивизион в боях приближался к румынской границе. В период с 30 июня по 4 июля 1944 года заместитель командира отделения противотанковых ружей Н. Н. Каирский при отражении контратак противника в 12 километрах севернее города Яссы в Румынии показывал образцы мужества, бесстрашия и героизма. Противник в течение шести дней 18 раз пытался контратаковать позиции советских бойцов, но натыкался на их нерушимую стойкость. Н. Н. Каирский при отражении контратак лично истребил 12 солдат противника и гранатой подавил пулемёт.
Приказом командующего 52-й армией от 7 июля 1944 года старший сержант Каирский Николай Николаевич награждён орденом Славы 2-й степени
1944 год был уже на исходе. Советских войска вошли Румынию. В артиллерийском полку был большой некомплект радистов. Н. Н. Каирского переводят туда и вручают в торжественной обстановке радиостанцию. Это было под Яссами. И на этой должности он показал себя мужественным и знающим специалистом, обеспечивал боевые действия надежной связью. 12 января 1945 года старший радиотелеграфист 849-го артиллерийского полка 294-й стрелковой дивизии 52-й армии 1-го Украинского фронта старший сержант Н. Н. Каирский при прорыве обороны противника на Сандомирском плацдарме в бою близ населённого пункта Новы-Селец в 40 километрах юго-восточнее города Кельне в Польше был ранен, но поле боя не покинул, продолжая работать на своём посту. В этом бою, заменяя телефониста, Каирский под ожесточенным обстрелом противника устранил 12 повреждений телефонной линии связи между наблюдательным пунктом и огневой позицией батареи. Быстрым исправлением повреждений он обеспечил надежное управление артиллерийским огнём, своевременное ведение огня и выполнение боевой задачи по подавлению препятствующих продвижению пехоты огневых точек противника. Находясь в боевых порядках нашей пехоты, участвовал в атаке и, ворвавшись в траншеи противников, из личного оружия убил 10 немецких солдат и одного офицера.
Указом Президиума Верховного Совета СССР от 27 июня 1945 года старший сержант Каирский Николай Николаевич награждён орденом Славы 1-й степени. Стал Полным Кавалером ордена Славы.
В апреле 1945 года он много раз ходил на боевые задания по устранению повреждений на линии. Встречался с гитлеровцами, которые пытались вырезать участки связи. Вступая с ними в бой, выходил победителем. Венцом боевой работы была награда — медаль «За отвагу». В мае 1946 года старшина Н. Н. Каирский демобилизовался. Жил в городе Марганец. Работал машинистом экскаватора в Басанском карьере на Марганецком горнообогатительном комбинате. Участник Парада на Красной площади в Москве 9 мая 1985 года. Умер 7 марта 1997 года. Похоронен в городе Марганец Днепропетровской области на Николаевском кладбище.
Награждён орденом Октябрьской Революции, орденом Отечественной войны 1-й степени, орденами Славы 1-й, 2-й и 3-й степени, медалями, в том числе медалью «За отвагу», а также знаком «Шахтёрская слава» 3-х степеней. Почётный гражданин города Марганец.